# Ђункарико (Гросето)
Ђункарико (итал. Giuncarico) је насеље у Италији у округу Гросето, региону Тоскана.
Према процени из 2011. у насељу је живело 449 становника. Насеље се налази на надморској висини од 190 м.